# Železniška postaja Nova Gorica
Železniška postaja Nova Gorica je ena izmed železniških postaj v Sloveniji, ki oskrbuje bližnje mesto Nova Gorica. Stoji na zahodnem delu mestnega središča, tik ob meji z Italijo.
Razmeroma veliko postajno poslopje zaradi obmejne lege in zapletenih političnih razmer na tem območju po izgradnji ni nikdar v celoti zaživelo. Do vstopa Slovenije v schengensko območje je postaja delovala kot železniški mejni prehod med Slovenijo in Italijo.
V stavbi železniške postaje se nahaja tudi muzej na meji oziroma tako imenovana muzejska zbirka Kolodvor, ki prikazuje nekdanje življenje tik ob državni meji med Italijo in nekdanjo Jugoslavijo.